# Paul Samuel Boyer
Paul Samuel Boyer (2. August 1935 in Dayton, Ohio – 17. März 2012 in Madison, Wisconsin) war ein US-amerikanischer Kultur- und Geisteswissenschaftler und Merle-Curti-Professor für Geschichte.

## Biografie
Paul Samuel Boyer wurde am 2. August 1935 als Sohn von Clarence und Ethel Boyer geboren und besuchte die öffentlichen Schulen von Dayton und das Upland College in Kalifornien. In den 1950er Jahren wurde Boyer, ein Kriegsdienstverweigerer aus Gewissensgründen, entsprechend dem christlichen Glauben in der Konfession seiner Familie. Nach einem zweijährigen Büroaufenthalt am Hauptsitz der internationalen Freiwilligenarbeitslager in Paris und praktischen Erfahrungen im Nachkriegsbau in Bielefeld, reiste er über Afrika, Indien und Fernost nach Hause in die USA.
Paul Boyer wechselte an die Harvard University, wo er sein Grundstudium abschloss und später in amerikanischer Geschichte promovierte. Während seiner Zeit in Harvard lernte er Ann Talbot aus Baltimore, Maryland, kennen und heiratete sie 1962.
Das Ehepaar zog nach Amherst, Massachusetts, wo Paul Boyer 1967 Professor für amerikanische Geschichte an der University of Massachusetts wurde. Ihre Kinder Alex und Kate wurden in dieser Zeit geboren. 1980 wurde er an die University of Wisconsin–Madison berufen, wo er als Mitglied der Fakultät für Geschichte den Merle Curti-Lehrstuhl für amerikanische Geschichte innehatte. In den 1990er Jahren war er Direktor des dortigen Instituts der Geisteswissenschaften. Darüber hinaus lehrte er als Gastprofessor an der UCLA, der Northwestern University und am College of William & Mary. Nach seiner Pensionierung wurde er Redakteur bei der U. W. Press und Co-Autor für mehrere College-Lehrbücher.
Paul Samuel Boyer verstarb am 17. März 2012 im Agrace Hospicecare, nachdem er drei Monate lang an Krebs gelitten hatte.

## Rezeption
Boyers Interesse für Religion und die Wirkung von religiösem Glauben auf die amerikanische Kultur spiegelt sich in seinen Werken wider. Das meistrezipierte Werk Salem Possessed: The Social Origins of Witchcraft wird positiv aufgenommen wie auch kritisiert. Die mangelnde vergleichende Analyse mit anderen Fällen wird beispielsweise bemängelt. Boyer und Stephen Nissenbaum werden hingegen für die ausgezeichnete detaillierte Analyse der lokalen „Hexenpanik“ gelobt. Zudem wird das Potential des Werkes für universitäre Kurse erwähnt sowie die Anwendung der Quellen positiv rezipiert.

## Auszeichnungen
Boyer erhielt Stipendien der John Simon Guggenheim Memorial Foundation und der Rockefeller-Stiftung  und war gewähltes Mitglied der American Academy of Arts and Sciences, der American Historical Association und der American Antiquarian Society. 1974 gewann er den John H. Dunning Prize der American Historical Association für das Buch Salem Possessed: The Social Origins of Witchcraft 1975 wurde dieses Buch für den National Book Award in der Kategorie Geschichte nominiert.

## Ausgewählte Publikationen
- Purity in Print: Book Censorship in America from the Gilded Age to the Computer Age. Charles Scribner’s Sons, New York 1968; 2e Ausgabe mit zwei neuen Kapiteln, University of Wisconsin Press, Madison 2002, ISBN 978-0-299-17583-2.
- Notable American Women, 1600-1950. Harvard University Press, 3 vols., Cambridge 1971, ISBN 0-674-62734-2.
- Salem Possessed: The Social Origins of Witchcraft. (Mitherausgeber mit Stephen Nissenbaum), Harvard University Press, Cambridge 1974, ISBN 978-0-674-78526-7.
- The Salem Witchcraft Papers (Mitherausgeber mit Stephen Nissenbaum), 3 Vol., DaCapo Press, New York 1977, ISBN 9780030670558.
- Urban Masses and Moral Order in America, 1820-1920. Harvard University Press, Cambridge 1978, ISBN 978-0-674-93110-7.
- By the Bomb's Early Light: American Thought and Culture at the Dawn of the Atomic Age. Pantheon, New York 1985, ISBN 978-1-59740-918-6, 2. Ausgabe mit der neuen Einführung, University of North Carolina Press, Chapel Hill 1994, ISBN 0-8078-4480-2.
- Mission on Taylor Street: The founding and early years of the Dayton Brethren in Christ Mission (Brethren in Christ history and life). Grantham, Pennsylvania 1987, ISBN 978-0-916035-16-7.
- Reagan as President: Contemporary Views of the Man, His Politics, and His Politicies. Herausgegeben mit einer Einführung von Paul Boyer, Ivan R. Dee, Chicago 1990, ISBN 978-0-929587-27-1.
- When Time Shall Be No More: Prophecy Belief in Modern American Culture. Harvard University Press, Cambridge 1992, ISBN 978-0-674-02861-6.
- Promises to Keep: The United States Since World War II, Houghton Mifflin, Boston 1994, ISBN 0395903866.
- Fallout: A Historian Reflects on America's Half-Century Encounter With Nuclear Weapons, Ohio State University Press, Columbus 1998, ISBN 978-0-8142-0785-7.
- American History: A Very Short Introduction. Oxford University Press, Oxford 2012, ISBN 978-0-19-538914-2.
- The Oxford Encyclopedia of American Cultural and Intellectual History. Mitverfasser von Joan Shelley Rubin und Scott E. Casper, Oxford University Press, Oxford 2013; ISBN 978-0-19-976435-8.